# Waverly (Washington)
Pour les articles homonymes, voir Waverly.
Waverly est une ville américaine située dans le comté de Spokane, dans l'État de Washington. Selon le recensement de 2010, sa population est de 106 habitants.